# Casinò Moresco
L'antico Casinò Moresco di Arcachon fu costruito nel 1863 dall'architetto Paul Régnauld.
Fu fondato dai fratelli Pereire nel 1862 e all'inizio del XX secolo era uno dei ritrovi preferiti della borghesia. Fu requisito per servire come ospedale di fortuna durante la Prima Guerra Mondiale. Questo gioiello della Belle Époque è stato distrutto da un incendio nel 1977.

## Origini
Grazie alla costruzione delle lussuose ville della Ville d'Hiver, la Compagnie des chemins de fer du Midi, guidata dai fratelli Pereire, attirò numerosi facoltosi visitatori da tutto il mondo, in vacanza o per motivi di salute (bagni di mare). Questa clientela esigente aveva bisogno di luoghi di svago e di divertimento. Per questo motivo, la Compagnie du Midi decise di installare un luogo di spettacoli e giochi vicino alle ville, dove i ricchi residenti della Ville d'Hiver avrebbero avuto tutto il tempo per divertirsi e spendere i loro soldi. Fu costruito da Bordelais Salesses e suo figlio ne progettò l'arredamento. Il casinò fu inaugurato nell'agosto del 1863.

## Caratteristiche

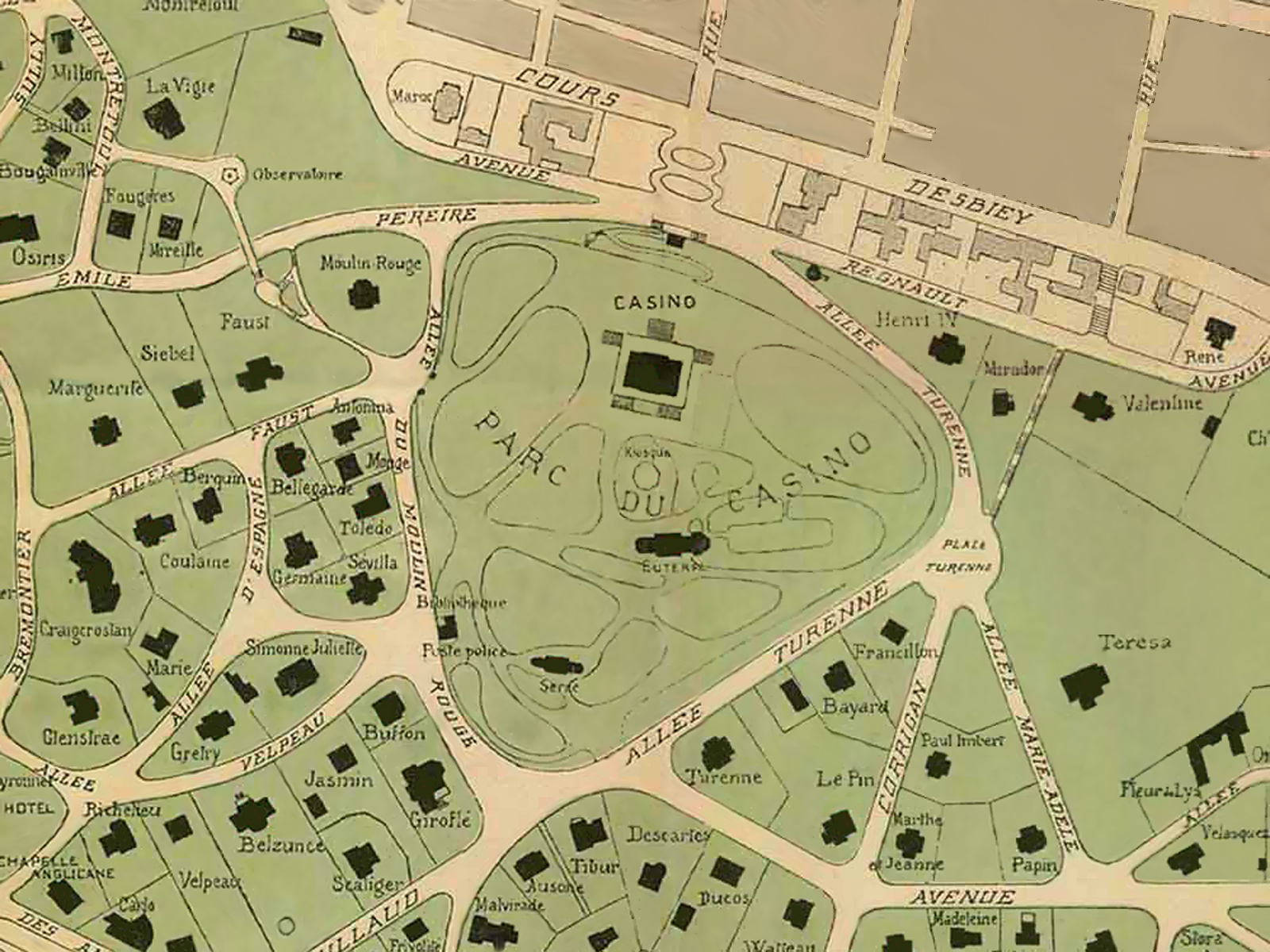
Mappa del parco attorno alle Ville d'Hivre con casinò.

Situato in una posizione ideale in cima alle dune della Ville d'Hiver, offriva una vista mozzafiato sulla città estiva e sul bacino di Arcachon. Chiaramente influenzata dall'architettura moresca, è stato scritto in seguito che si è ispirata all'Alhambra di Granada e alla Moschea di Cordova.
L'architetto Paul Régnauld fu incaricato di progettare il casinò e i giardini circostanti e il figlio dell'uomo d'affari bordolese Jules Salesses, un pittore che dipinse anche arabeschi colorati sulle pareti e sui soffitti del Grand Théâtre de Bordeaux, si occupò della decorazione degli interni. Il piano terra del casinò era occupato da sale da caffè e aree di gioco, circondate da un peristilio. Per raggiungerlo si percorreva una scala centrale, poi sostituita da scale laterali. Il primo piano ospitava un sontuoso auditorium, una sala da musica, sale di lettura e una biblioteca. Ottanta lampadari di cristallo a gas la illuminavano. In cima all'edificio si trovano due grandi cupole a forma di bulbo con strutture metalliche.
Realizzato dagli architetti paesaggisti Frusique e Claverie, il parco maurese comprende un palco per la banda e il teatro all'aperto San Carlino, dove si tenevano spettacoli e rappresentazioni per bambini. Il parco era anche un luogo di intrattenimento, per cui la troupe di trampolieri delle Landes di Sylvain Dornon vi si esibì.

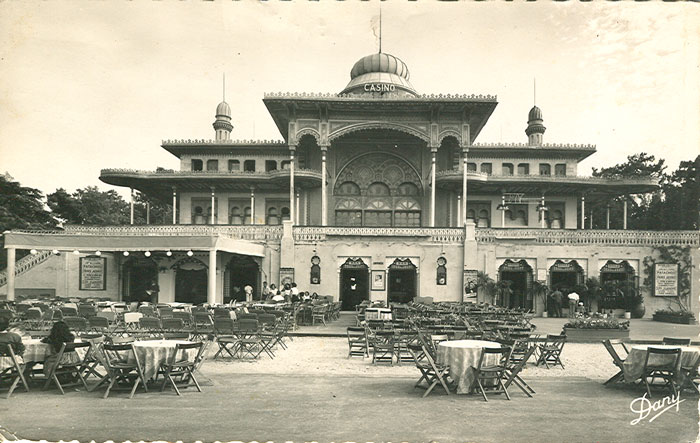
Foto del casinò

Nel 1913, alla fine del parco fu costruita una funicolare che permetteva di passare dalla città invernale a quella estiva. Nel 1948 fu sostituito da un ascensore, che esiste ancora oggi, e dove oggi si trova un modello del casinò sotto plexiglas. Intorno all'ascensore sono installate anche le sculture "Faune" che inseguono le ninfe e "Donna che gioca con un delfino" di Claude Bouscau, di cui il parco conserva anche altre opere.
Tuttavia, il casinò non era redditizio come ci si aspettava, così la Compagnie des chemins de fer du Midi lo vendette nel 1879 al comune di Arcachon. La concorrenza del Casino de la Plage, aperto nel 1903, portò a diversi fallimenti. Durante la Prima guerra mondiale fu utilizzato come ospedale. Durante la Seconda Guerra Mondiale fu anche requisito. Nel 1976, il comune non riuscì a trovare un acquirente per la Société du Mauresque, che non riuscì a rilanciarla.

## Scomparsa
Fu distrutto da un incendio il 18 gennaio 1977. L'indagine concluse che la causa potrebbe essere stata un cortocircuito, anche se oggi non ci sono dati in merito. Senza giungere a una conclusione, lo storico Michel Boyé ricorda tuttavia la volontà del comune dell'epoca di costruire un centro congressi e un hotel sul sito, nonché il rifiuto del sindaco di far classificare il casinò come monumento storico prima della catastrofe e la volontà del suo successore di accettare i 2 milioni di franchi di risarcimento e di spianare rapidamente le rovine, scegliendo così di non ricostruire il casinò.
Oggi rimane il parco, trasformato in arboreto nel 1992, al centro del quale si trova un pinnacolo che segna la posizione dell'edificio.
La villa Mazagan di Labouheyre, una costruzione in stile moresco per l'antropologo Claude Cornut, è stata progettata su questo modello.